# Tronco de Navidad

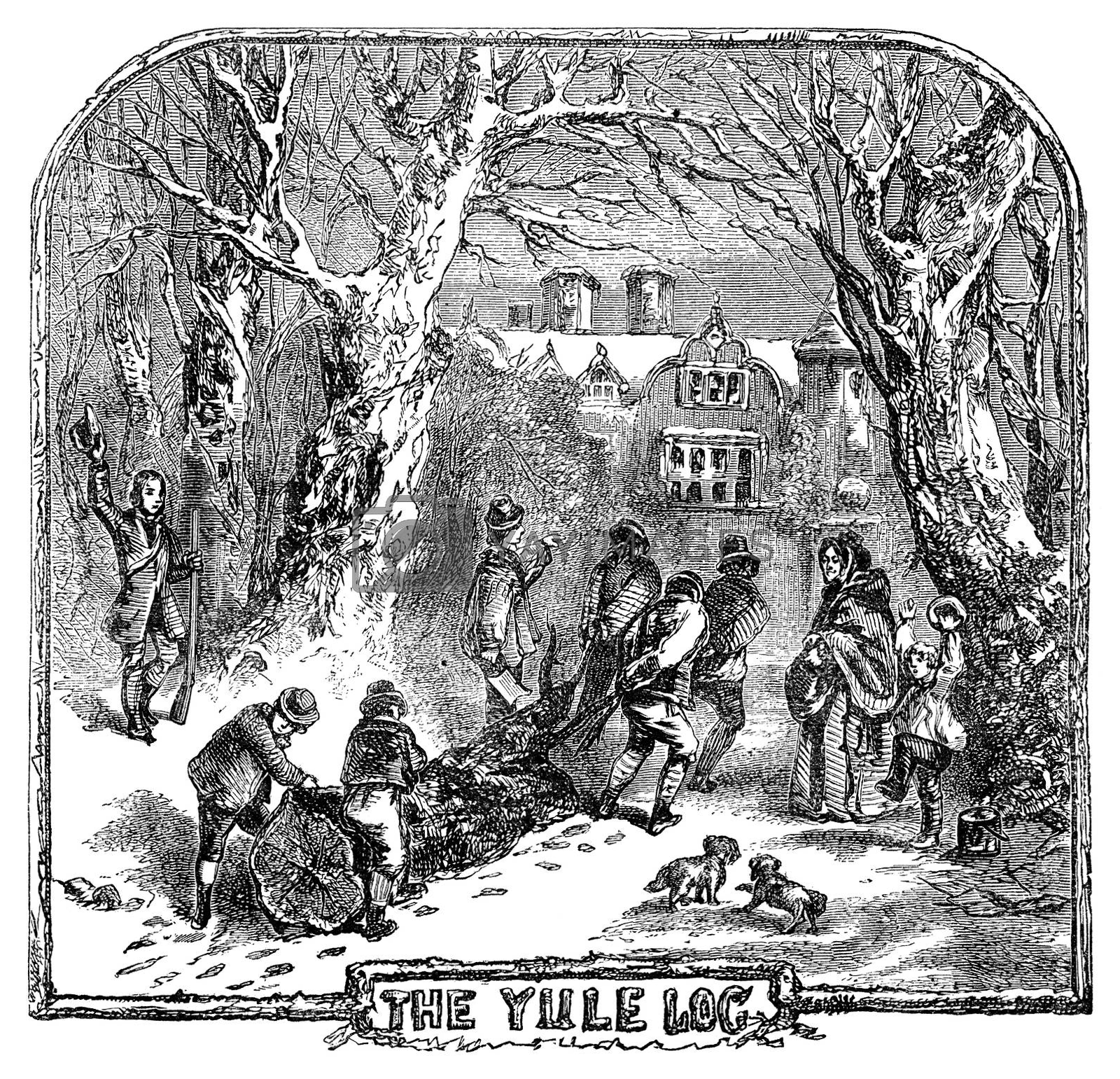
Una ilustración de personas recolectando un tronco Navidad, tomada del Chmabers Book of Days (1832)

El tronco de Navidad, tronco de Yule o tronco navideño (en inglés, Yule log, Yule-clog o Christmas block) es un tronco escogido especialmente para ser quemado en un hogar como tradición invernal en algunas regiones de Europa y, de manera subsiguiente, en América del Norte. El origen de esta costumbre popular no es claro. Como ocurre con otras tradiciones asociadas con las festividades del Yule (tales como la del jabalí de Yule), es posible que haya derivado en últimas del paganismo germánico.

La folclorista estadounidense Linda Watts brinda una descripción general de la costumbre en los siguientes términos:
La costumbre familiar de quemar el tronco de Navidad se remonta a las celebraciones anteriores del solsticio y a la tradición de hacer fogatas. La práctica navideña requiere que se queme una porción del tronco cada noche hasta la Duodécima Noche (o Noche de Reyes, el 6 de enero). Ulteriormente, el tronco es puesto bajo la cama para la suerte y, particularmente, como protección contra las amenazas domésticas de los rayos y, con cierta ironía, de los incendios. Muchas personas tienen creencias basadas en el tronco de Navidad mientras se quema, y al contar las chispas y demás, buscan discernir su suerte para el año nuevo y después.
Watts apunta que el tronco de Navidad es uno de varios «emblema[s] de luz divina» que aparecen en las costumbres de las festividades invernales (otros ejemplos incluyen el fuego de Navidad y la vela de Navidad).

## Orígenes
Según el Dictionary of English Folklore (Diccionario de folclore inglés), si bien el concepto de Yule se extiende hasta bastante atrás en el antiguo registro germánico mucho antes de la cristianización, las primeras referencias «claras» a tal tradición solo aparecen en el siglo XVII y, por lo tanto, no está claro desde dónde o cuándo exactamente se extiende la costumbre. No obstante, durante mucho tiempo se ha observado que la costumbre puede haber tenido orígenes mucho más antiguos, extendiéndose a partir de costumbres observadas en el paganismo germánico. Ya en 1725, Henry Bourne buscaba un origen para el tronco de Navidad en el paganismo anglosajón:

Nuestros antepasados, cuando terminaban los comunes dispositivos de Eve y llegaba la noche, solían encender velas de un tamaño poco común, que eran llamadas velas de Navidad, y ponían un tronco de madera sobre el fuego, que llamaban Yule-Clog, o Christmas-Block. Estos eran para iluminar la casa y convertir la noche en día; cuya costumbre, en cierta medida, todavía se mantiene en las partes del norte. Se ha derivado, con toda probabilidad, de los sajones. Pues Beda nos dice, que [sic] esta misma noche era observada en esta tierra antes por los paganos sajones. Comenzaban, dice, su Año el Ocho de los Calendarios de Enero, que ahora es nuestra Fiesta de Navidad : Y la misma Noche previa, que ahora es Sagrada para nosotros, era llamada por ellos Mædrenack, o la Noche de las Madres ... El Yule-Clog (tronco navideño), por lo tanto, probablemente haya sido parte de aquellas Ceremonias que se llevaron a cabo en las Ceremonias de esa Noche. Parece haber sido utilizado, como Emblema del retorno del Sol, y el alargamiento de los Días. Porque así como tanto diciembre y enero eran llamados Guili o Yule, debido a la vuelta del sol y el aumento de los días; por lo tanto, me inclino a creer que el Tronco ha tenido el Nombre de Yule-Log (tronco de Navidad), por ser quemado como un Emblema del Sol que regresa, y el Aumento de su Luz y Calor. Esta fue probablemente la razón de la costumbre entre los paganos sajones; pero no puedo pensar que su observación continuara por la misma razón, después de que se abrazó el cristianismo. ...» 

Más recientemente, G. R. Willey (1983) afirma que:

Las fogatas comunales con festejos y jolgorios tienen una raíz pagana— hogueras rituales a comienzos de noviembre marcaban el comienzo de otro año y el inicio del invierno. Su subsecuente incorporación al calendario cristiano, para formar parte integral de la festividad de la Navidad, y, posteriormente, su asociación con el Año Nuevo (1 de enero) es una historia intrigante. Muchas, si no todas, de las diversas costumbres y tradiciones que en algún momento fueron ampliamente atestiguadas en Navidad y el 'antiguo' Año Nuevo provienen de esta fuente común, p. ej., hogueras de la Duodécima Noche, incluyendo  la de 'Old Meg' en Worcestershire y quemar el arbusto de Herefordshire, el primer paso, etc. ... Cualquier rastro de ritual primitivo, como la dispersión de cenizas quemadas o brasas como presagio de fertilización o purificación, ha desaparecido desde hace mucho tiempo.

En general, se consideraba que los eventos de Yule se centraban en el solsticio de invierno (si bien la datación específica es asunto de debate), e incluían festejos, bebidas y sacrificios (blót). El académico Rudolf Simek comenta que la fiesta pagana del Yule «tenía un pronunciado carácter religioso» y que «no hay certeza respecto a si la fiesta germánica del Yule tenía aún alguna función en el culto a los muertos y en la veneración a los ancestros, función que el sacrificio del solsticio ciertamente mantuvo durante las Edades de Piedra y Bronce de Europa Occidental». Las costumbres del Yule y las tradiciones del tronco de Yule, el cabrón de Yule o el jabalí de Yule (Sonargöltr) se ven reflejadas aún en el jamón de Navidad, el canto de Yule (similar al canto de villancicos puerta a puerta) y otros, que Simek considera «indican la importancia de la fiesta en tiempos precristianos».

## Difusión y prácticas modernas
La primera mención de un tronco quemado cerca de las Navidades proviene de la colección de poesía de Robert Herrick de 1648, donde se le llama «tronco de Navidad» (Christmas log). No se le llama «tronco de Yule» (Yule log) sino hasta la obra de John Aubrey de 1686. Antes de ese siglo, no se encuentra evidencia de troncos de Navidad y mucho menos evidencia que pueda ser trazada a la festividad del Yule.
Hay registros escritos del tronco de Navidad en los archivos de folclore de gran parte de Inglaterra, pero particularmente en colecciones que cubren las regiones de West Country y North Country. Por ejemplo, en su sección sobre «Celebraciones navideñas», J. B. Partridge describió las costumbres navideñas vigentes en ese momento (1914) en Yorkshire, Gran Bretaña, que incluían el tronco de Navidad según lo relatado por «la Sra. Day, Minchinhampton (Gloucestershire), natural de Swaledale». La costumbre es la siguiente:
El tronco de Navidad generalmente se entrega y se pone de inmediato en el hogar. Es de mala suerte tener que volver a encenderlo una vez que ya se ha encendido, y no debe apagarse hasta que se haya consumido.
Sentarse alrededor del tronco de Yule y contar historias de fantasmas es una gran actividad para hacer en esta noche, así como jugar a las cartas.
Dos grandes velas de colores son un regalo de Navidad del supermercado. Justo antes de la cena en Nochebuena (en la que se come frumenty), mientras se quema el tronco de Navidad, se apagan todas las demás luces y la persona más joven presente enciende las velas del tronco de Navidad. Mientras están encendidas, todos callan y piden un deseo. Es práctica común mantener el deseo en secreto. Una vez que las velas están sobre la mesa, se puede romper el silencio. Debe permitirse que se apaguen solos y no se debe encender ninguna otra luz esa noche.
H. J. Rose describe una creencia popular similar en Killinghall, Yorkshire, en 1923: «En la última generación, todavía se quemaba el tronco de Navidad, y una parte se guardaba para encender el tronco del año siguiente. En la mañana de Navidad, se traía a la casa algo verde, como una hoja o algo similar, antes de que se sacara algo».

El tronco de Navidad también aparece como una costumbre presente en otras partes del mundo de habla inglesa, como los Estados Unidos. Robert Meyer, Jr. escribe en 1947 que desde 1934 había ocurrido una «Ceremonia de troncos de Navidad» en Palmer Lake, Colorado . Describe la costumbre así: «Comienza con la búsqueda del tronco de navidad [sic] y culmina bebiendo wassail alrededor del fuego». En el sur de los Estados Unidos antes del final de la Guerra Civil, el tronco de Navidad también se mantenía como tradición. Por ejemplo, según el académico Allen Cabaniss:

Para los esclavos, la Navidad tenía un significado especial. Diciembre era un mes de trabajo lento en la típica plantación, y se convirtió para ellos en la temporada social. Las festividades de los esclavos duraban hasta que se quemaba el tronco de Navidad, lo que a veces tomaba más de una semana.

## Variaciones regionales y análogos
Los académicos y académicas han observado similitudes entre el tronco de Navidad y la costumbre popular llamada "ashen faggot" (lit., haz de fresno), atestiguada solamente en el West Country de Inglaterra. Apareciendo por escrito por primera vez a principios del siglo XIX, el haz de fresno se quema en la víspera de Navidad, y se le asocia con una variedad de creencias populares. Está «hecho de palitos de fresno más pequeños atados en forma de haz con tiras de avellano, mimbre o zarza». G. R. Wiley observa que el haz de fresno puede haberse desarrollado a partir del tronco de Navidad.
El término «Yule log» (tronco de Navidad) no es el único término utilizado para referirse a la costumbre. Se le llamaba comúnmente «Yule Clog» en el noreste de Inglaterra, y también se le llamaba «Yule Block» (bloque de Yule) en Midlands y West Country y «Gule Block» en Lincolnshire. En Cornwall, aparece el término «Stock of the Mock».
Nombres indígenas en idiomas distintos al inglés en las islas británicas «incluyen los de «Boncyff Nadolig» o «Blocyn y Gwyliau» (el Tronco de Navidad o el Bloque del Festival) en Gales, Yeel Carline (la Vieja Esposa de Navidad) en Escocia y Bloc na Nollag (el Bloque de Navidad) en Irlanda.
La costumbre de quemar un tronco de Navidad durante una o más noches a partir de la Nochebuena también estaba muy extendida en Francia, donde el término habitual es bûche de noël. Esto puede derivar de una costumbre que exigía a los campesinos llevar un tronco a su señor. En Borgoña, se escondían regalos bajo el tronco. Se ofrecían oraciones mientras se encendía el tronco en Bretaña y en Provenza, donde la costumbre todavía se observa ampliamente y es llamada cacho fio (bendición del tronco): el abuelo de la familia, primero, desfila con el tronco, o rama de un árbol frutal, tres veces alrededor de la casa y luego el tronco es bendecido con vino; a menudo se enciende junto con las cenizas guardadas del tronco del año anterior. Otros nombres regionales incluyen los de cosse de Nau en Berry, mouchon de Nau en Angoumois, chuquet en Normandía, souche en Isla de Francia y tréfouiau en Vandea. La costumbre ha sido reemplazada en la actualidad y desde hace mucho tiempo por la de comer un pastel en forma de tronco, también llamado Tronco de Navidad (Bûche de Noël).
Los pueblos bálticos tienen también un ritual similar llamado «tirar de troncos» (en letón: bluķa vilkšana; en lituano: blukio vilkimo) en el que la gente de un pueblo arrastra un tronco (en letón: bluķis; en lituano: blukis) o un tocón de árbol a través del pueblo en el solsticio de invierno  y luego al final lo queman.
Los serbios tienen una tradición similar (llamada Badnjak) en la que se quema roble austríaco.
Ya desde Jacob Grimm a comienzos del siglo XIX, académicos han observado paralelismos entre la costumbre eslava del sur del Badnjak y la tradición del tronco de Yule. Como lo anotó M. E. Durham (1940), el Badnjak es un retoño que se coloca en el hogar en Nochebuena. Se pueden llevar a cabo diversas costumbres relacionadas con el Badnjak, como untarlo con sangre de aves o de cabra, y las cenizas se pueden «esparcer en los campos o en el jardín para promover la fertilidad en la víspera de Año Nuevo».
En España, sobrevive (si bien con esfuerzos) la costumbre altoaragonesa de la Tronca de Navidad. Existe una tradición similar entre los catalanes, en la que «Tió», un tronco mágico con una cara sonriente que vive en el bosque, es llevado a casa y «alimentado» antes de Navidad. Los niños golpean a Tió con palos mientras cantan, y lo cubren con una manta para que Tió defeque turrones, caramelos y regalitos. En Asturias se mantiene en algunas zonas y familias con el nombre de Nataliegu.
Los gallegos también tienen una versión local de esta tradición conocida como tizón de Nadal o cepo de Nadal.